# Unidad Habitacional Mariano Matamoros
Unidad Habitacional Mariano Matamoros är en ort i Mexiko.   Den ligger i kommunen Ayala och delstaten Morelos, i den sydöstra delen av landet, 80 km söder om huvudstaden Mexico City. Unidad Habitacional Mariano Matamoros ligger 1 435 meter över havet och antalet invånare är 1 056.
Terrängen runt Unidad Habitacional Mariano Matamoros är varierad. Runt Unidad Habitacional Mariano Matamoros är det ganska tätbefolkat, med 104 invånare per kvadratkilometer. Närmaste större samhälle är Cuautla Morelos, 11,2 km nordväst om Unidad Habitacional Mariano Matamoros. Omgivningarna runt Unidad Habitacional Mariano Matamoros är en mosaik av jordbruksmark och naturlig växtlighet.